# Буг и Элиот: Полуночный булочный пробег
«Буг и Элиот: Полуночный булочный пробег» — короткометражный компьютерный анимационный фильм 2007 года от Sony Pictures Animation. Выпущенный вместе с «Сезоном охоты», «Буг и Элиот: Полуночный булочный пробег» был выпущен на DVD-диске и Blu-ray 30 января 2007 года одновременно с «Сезоном охоты».

## Сюжет
Однажды ночью Боб и Бобби покинули свой трейлер, чтобы пойти купаться, оставив Сосиску охранять булочки с корицей, которые они оставили на прилавке. Буг и Эллиот пробираются в лагерь и обнаруживают, что в трейлере есть булочки. К сожалению, Сосиска охраняет дверь.
Чтобы не разбудить Сосиску, Буг и Эллиот поднимаются на крышу. Буг обвязывает вокруг талии Эллиота верёвку одним концом и опускает его через открытое окно на крыше. К сожалению, Эллиот, отвлекшись на булочки, пускает слюньки, разбудив Сосиску, который кусает его сзади, случайно затаскивая Буга в трейлер. Боб и Бобби услышали шум и думают, что на Сосиску напали. Бобби быстро возвращается домой, но Эллиот выбегает из окна и ищет место, где можно спрятаться, оставив Буга, обвиняющего Сосиску за то, что укусил Элиота за хвост. В этот момент полицейский Горди врывается в трейлер и обнаруживает Буга.

## В ролях
| Актёр           | Роль        |
| --------------- | ----------- |
| Мартин Лоуренс  | Буг         |
| Эштон Кутчер    | Элиот       |
| Джорджия Энджел | Бобби       |
| Гордон Тутусис  | Шериф Горди |
| Коди Камерон    | Сосиска     |

## Выход на видео
Короткометражка была выпущена исключительно 30 января 2007 года одновременно с мультфильмом «Сезон охоты» на DVD и Blu-ray. DVD-копия короткометражки была выпущена 9 мая 2007 года в Японии, и он дебютировал на телевидении в Швеции 27 декабря 2009 года.